# Риу-Кристалину (приток Телис-Пириса)
Риу-Кристалину (порт. Rio Cristalino) — река в Бразилии, правый приток Телис-Пириса.
Исток реки располагается в биологическом резервате Серра-ду-Кашимбу в штате Пара. Далее река течёт к границе штата Мату-Гросу, пересекает её, проходит через региональный парк Кристалину и впадает в реку Телис-Пирис на высоте 236 метров над уровнем моря.
Река судоходна по всей протяжённости регионального парка Кристалину, невзирая на большое количество подводных камней и небольших порогов.
Вдоль всего русла берега Риу-Кристалину покрыты дождевыми лесами Амазонии.